# Халауска, Людвиг
Людвиг Халауска (нем. Ludwig Halauska; 24 сентября 1827[…] или 1829, Вайдхофен-ан-дер-Ибс, Нижняя Австрия или Вена — 29 апреля 1882[…], Вена) — австрийский художник-пейзажист.

## Биография
Родился в 1827 году в городе Вайдхофен-ан-дер-Ибс (Нижняя Австрия). Окончил общеобразовательную гимназию в Зайтенштеттене, после чего учился живописи в Венской академии художеств в мастерских у Томаса Эндера и Франца Штайнфельда. 
Как художник, Халауска, в основном, писал пейзажи Нижней Австрии, австрийских альпийских регионов и Зальцкаммергута.
Скончался Халауска в 1882 году в Вене.
В 1957 году именем художника была названа улица (Халаускагассе) в венском районе Лизинг.

## Галерея

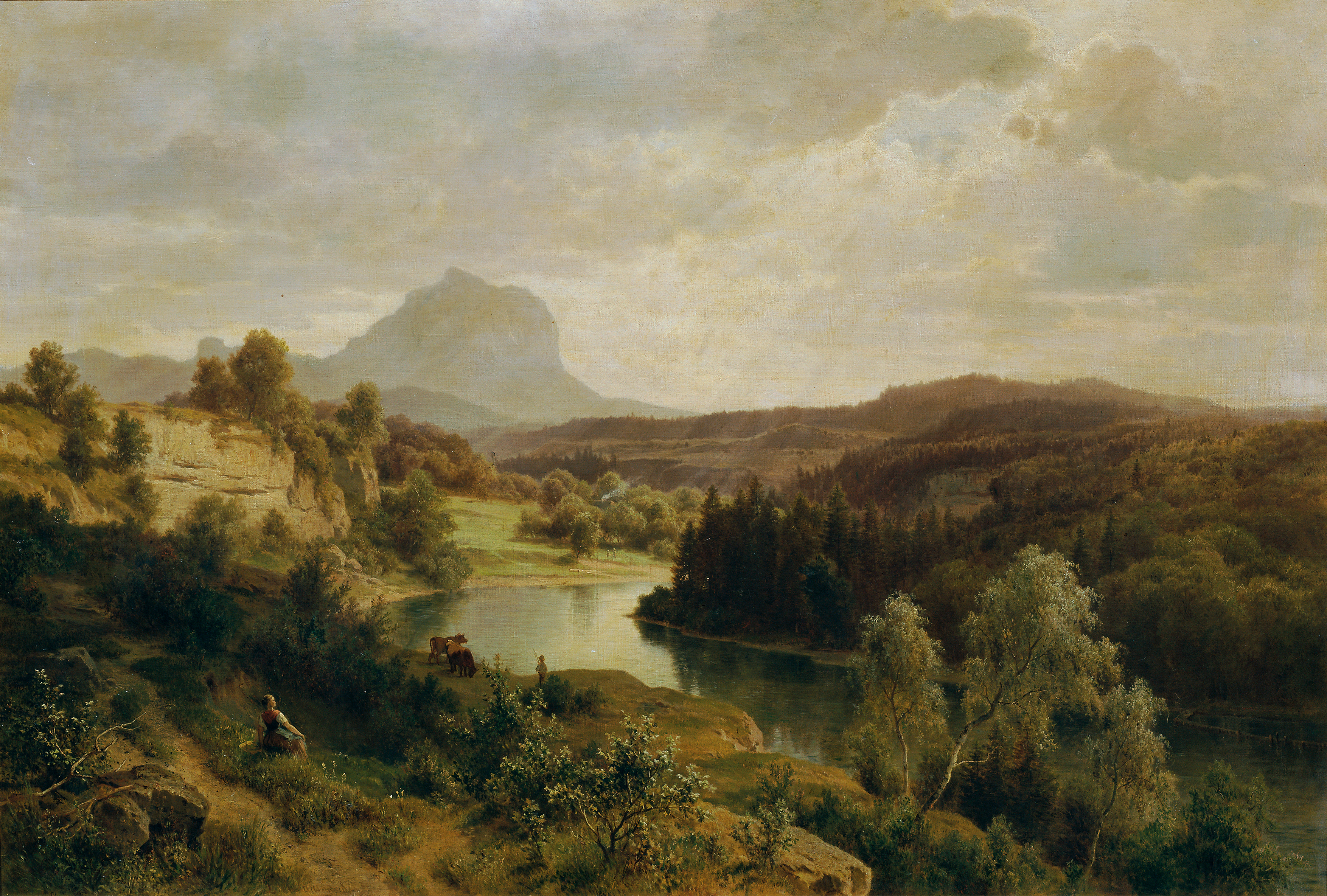
Вид на австрийскую реку Траун, 1875, Галерея Бельведер, Вена
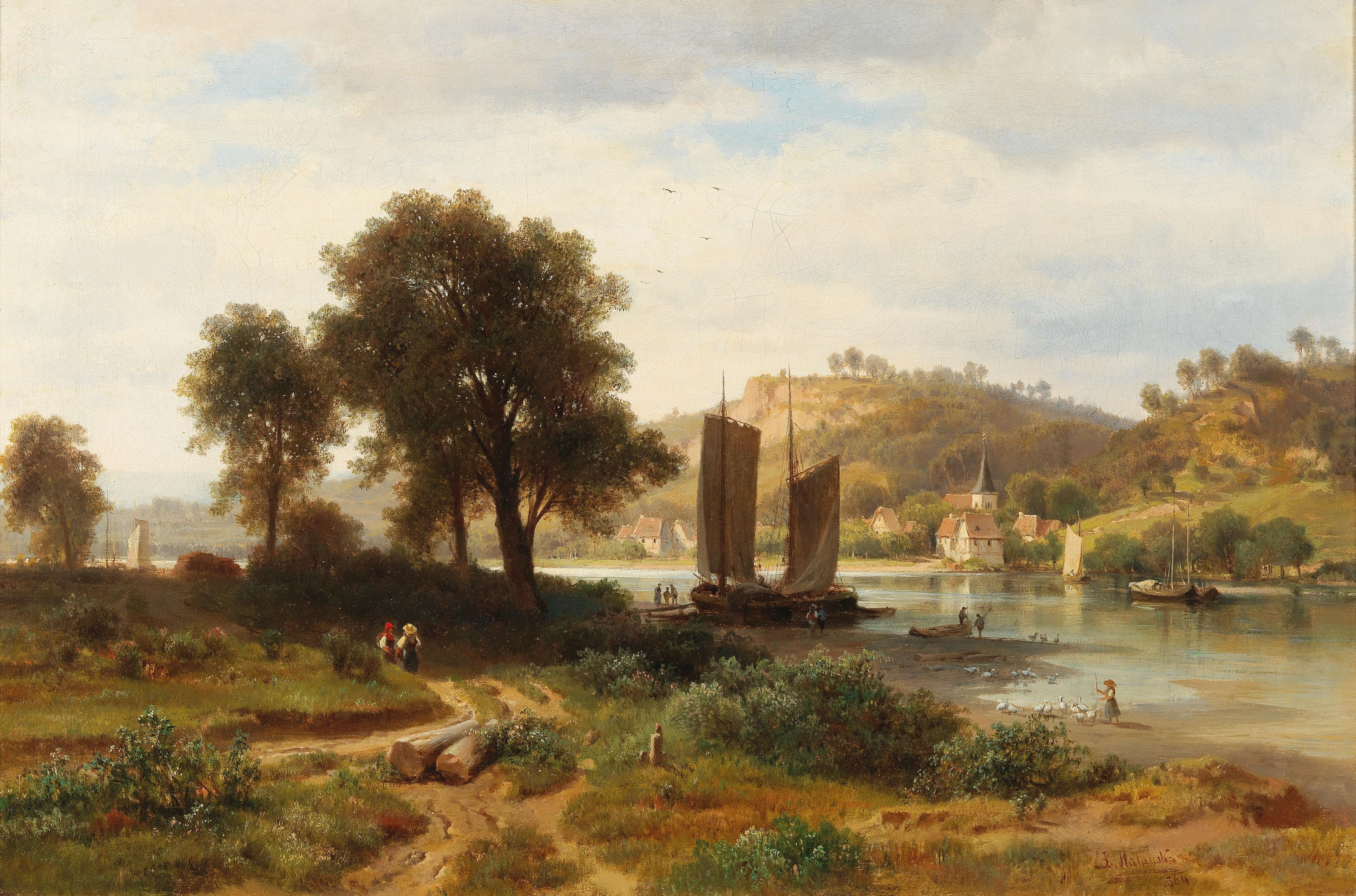
Деревня на Майне поблизости от Вюрцбурга, 1864, частное собрание
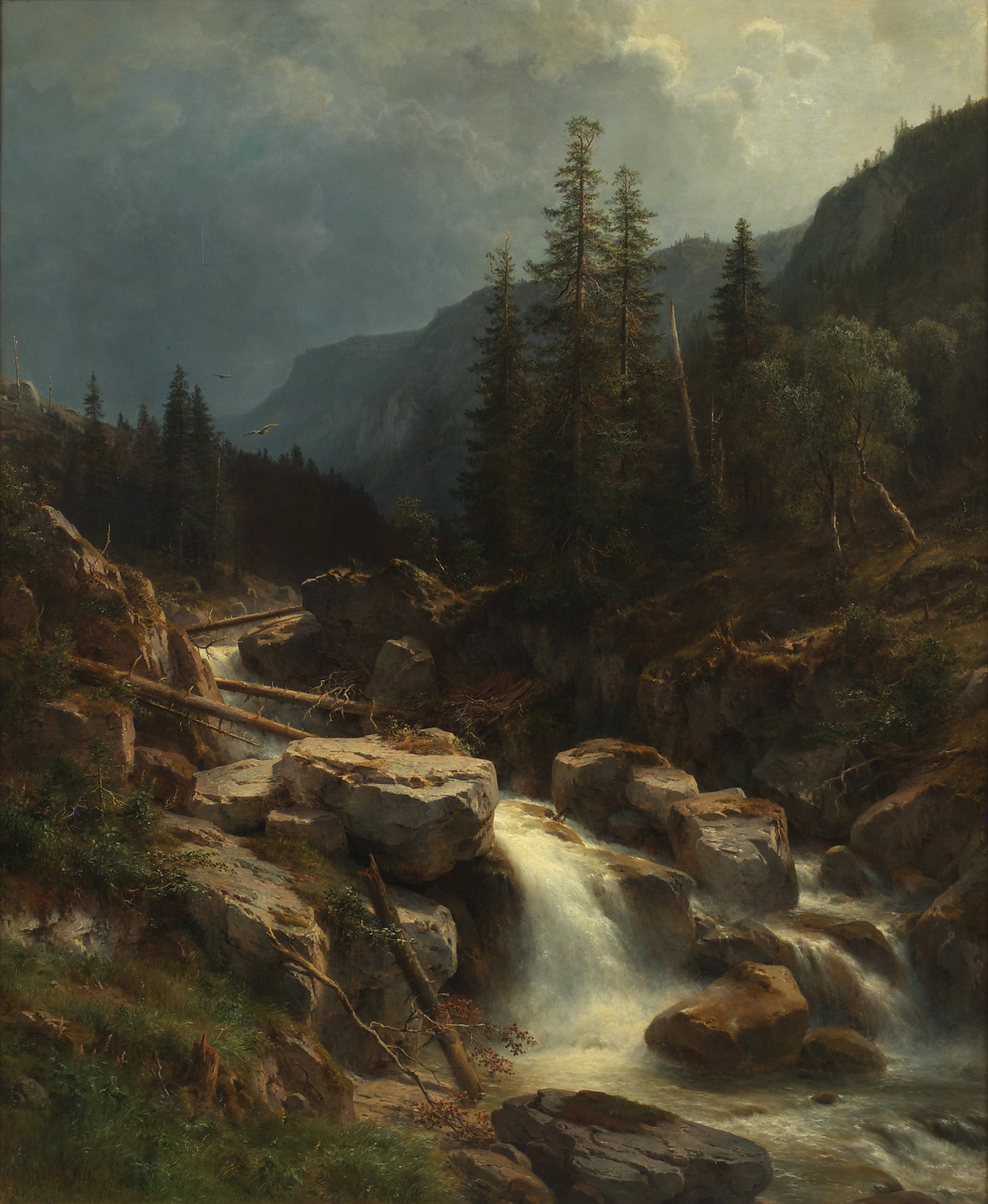
Горы перед грозой
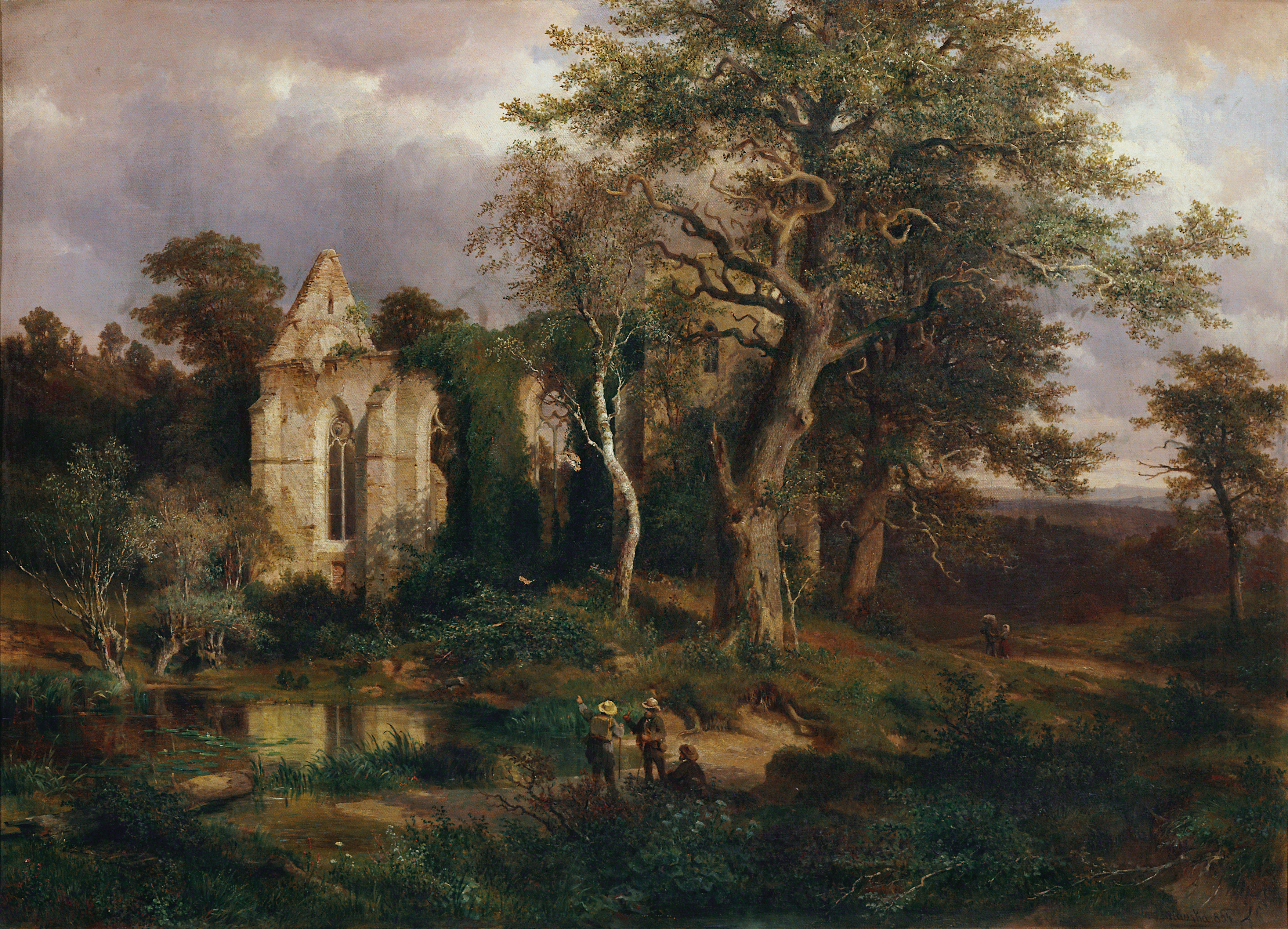
Развалины церкви, 1864, Галерея Бельведер, Вена
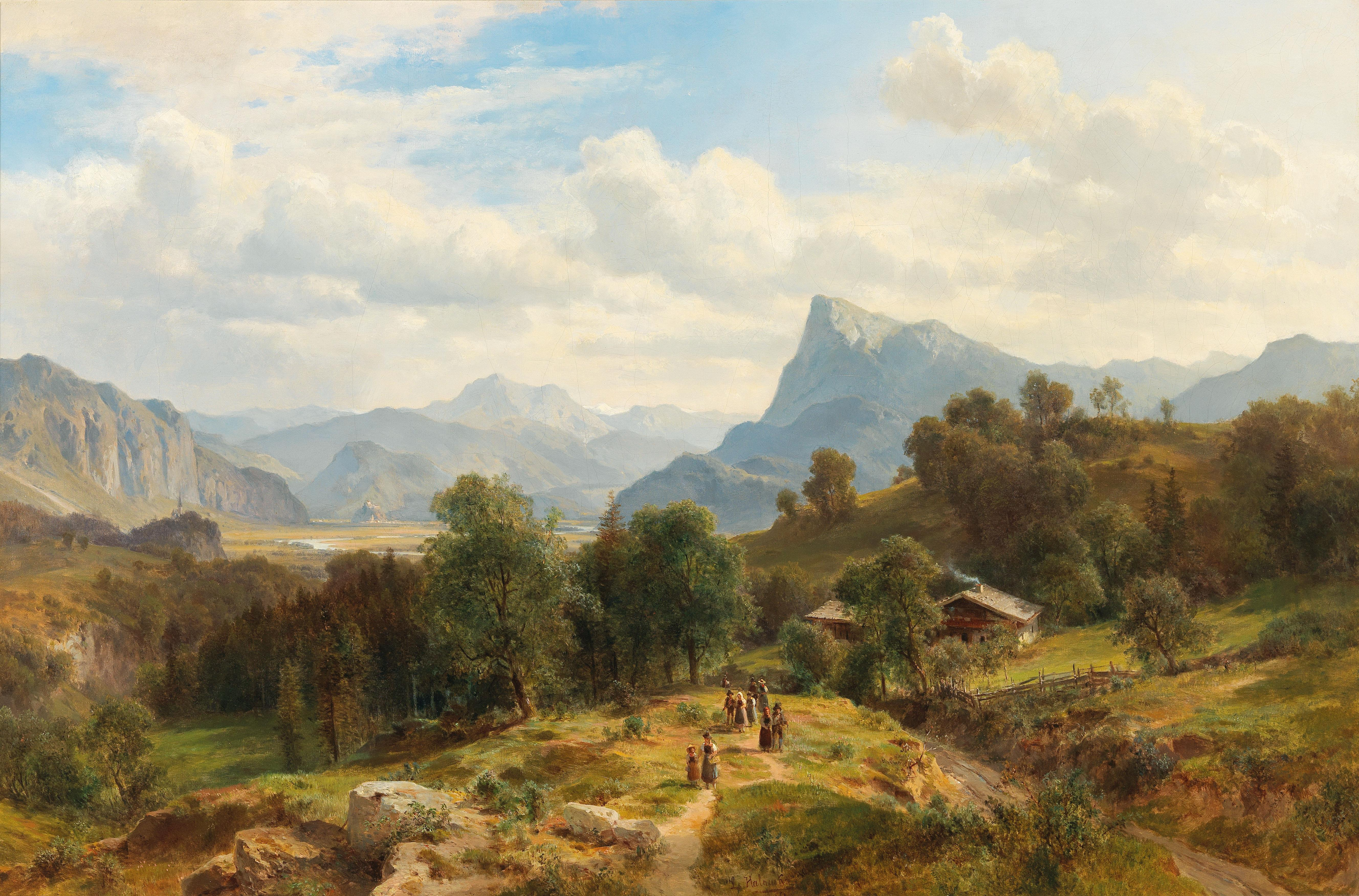
Вид на альпийские вершины из швейцарского Майенфельда в кантоне Граубюнден в сторону Лихтенштейна, 1869, частное собрание
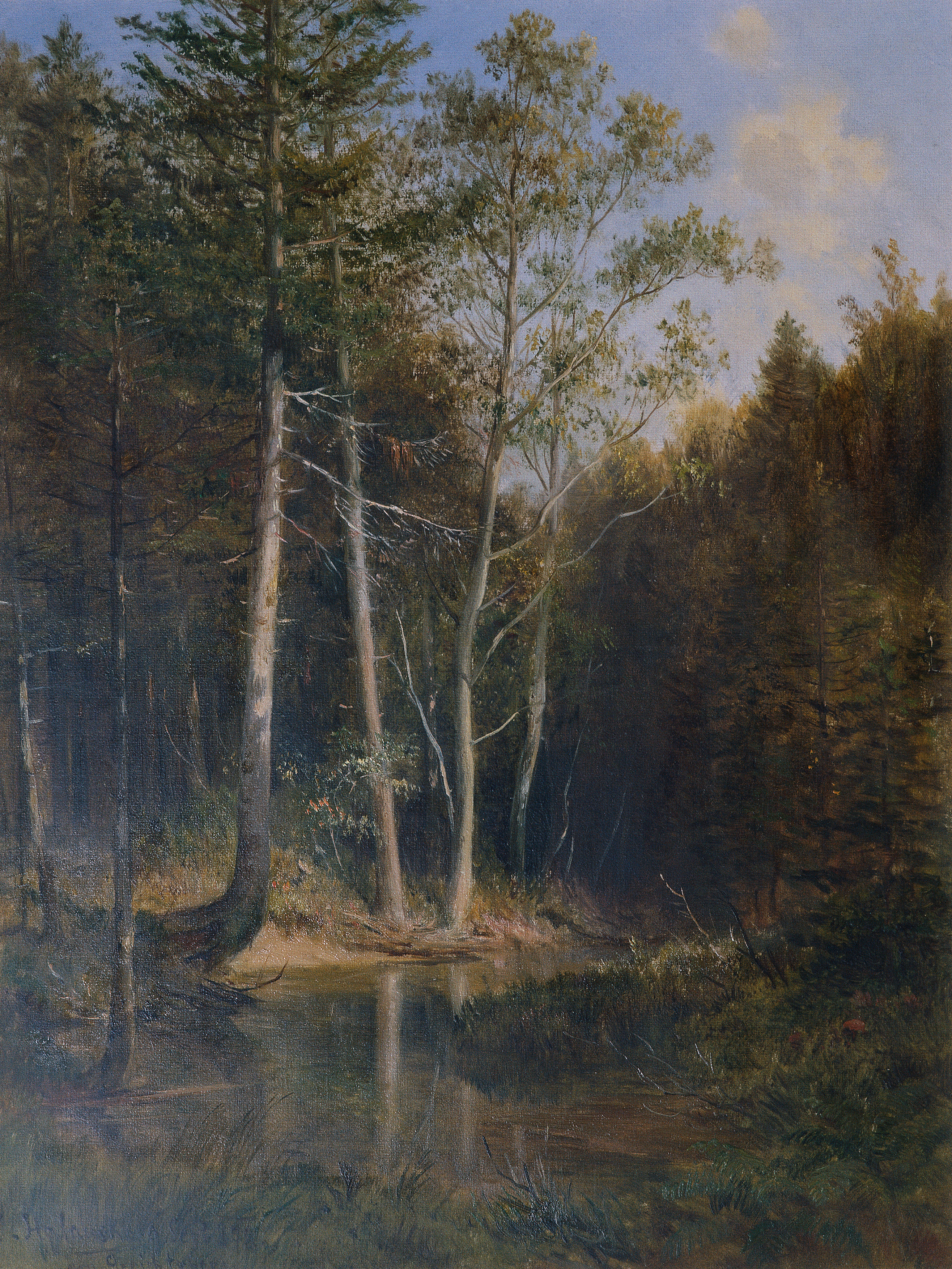
Лесной пейзаж поблизости от Каумберга, 1878, Галерея Бельведер
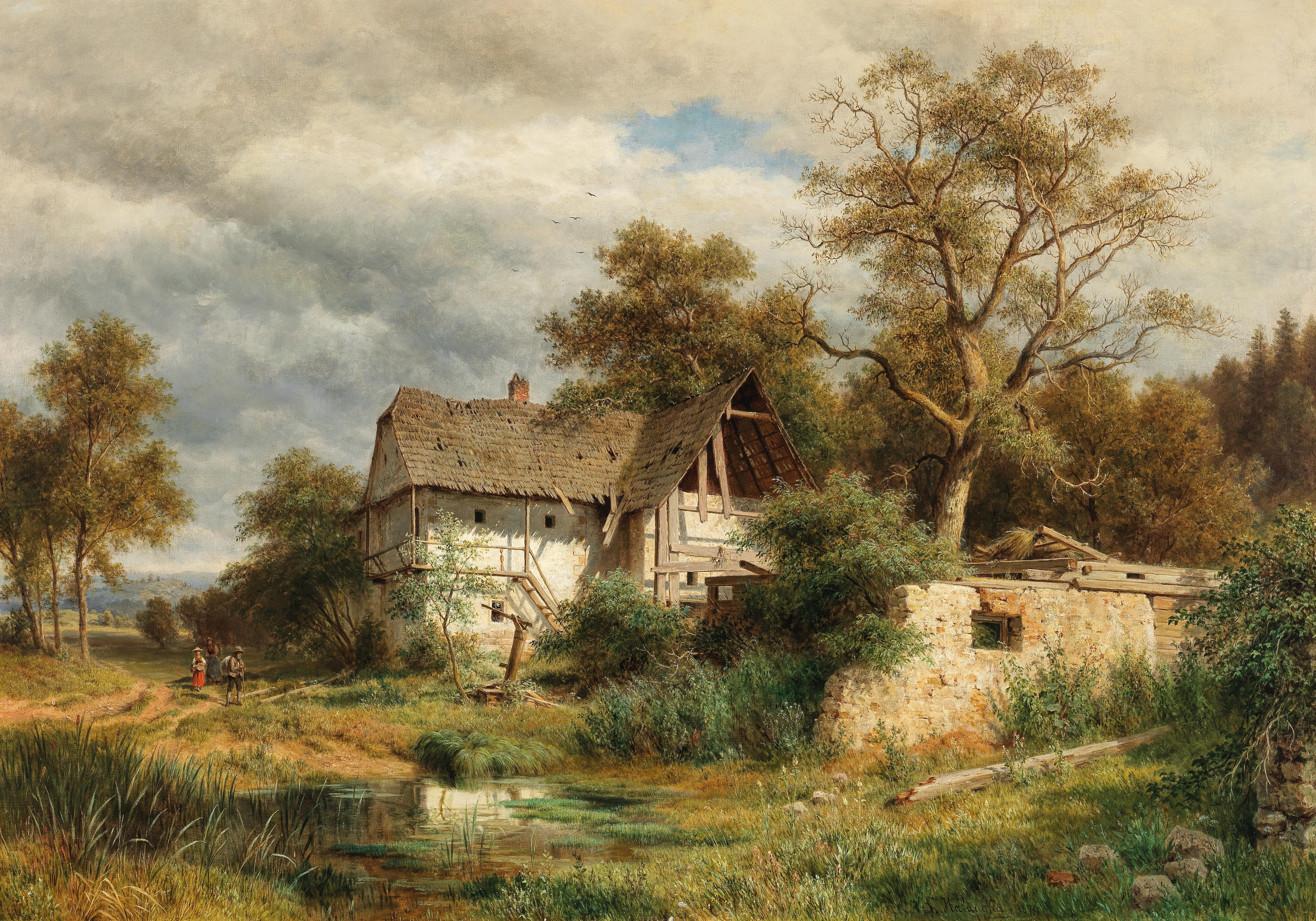
Заброшенный фермерский дом около Каумберга, 1879
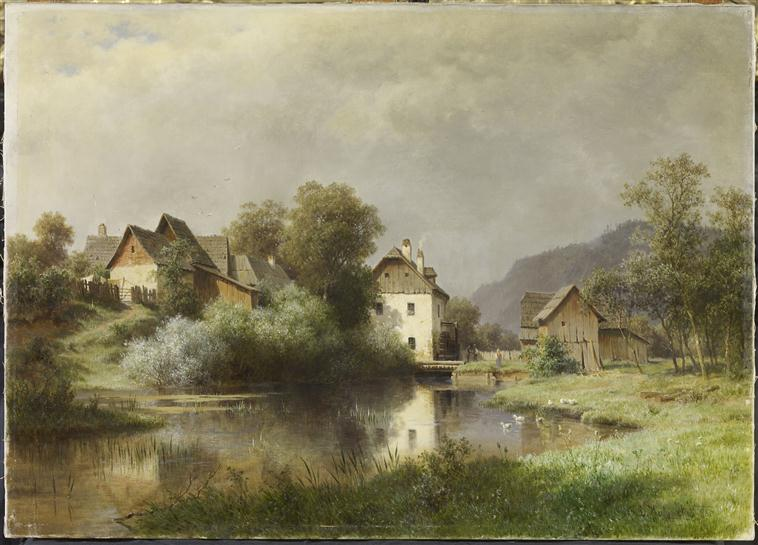
Деревня в Нижней Австрии после дождя. 1880, Музей Конде, замок Шантийи, Франция